# Hakea minyma
Hakea minyma är en tvåhjärtbladig växtart som beskrevs av Maconochie. Hakea minyma ingår i släktet Hakea och familjen Proteaceae. Inga underarter finns listade i Catalogue of Life.